# Heart-Shaped Glasses (When the Heart Guides the Hand)
Heart-Shaped Glasses (When the Heart Guides the Hand) – pierwszy singel promujący szósty album studyjny grupy Marilyn Manson pt. Eat Me, Drink Me (2007).
W 2007 roku singel znalazł się na szczycie notowania UK Rock Singles Chart. Zajął także pozycję trzynastą na Danish Singles Chart oraz dziewiętnastą na UK Singles Chart.
27 kwietnia w serwisie YouTube opublikowano 34-sekundowy fragment teledysku do utworu, w którym frontman, Marilyn Manson, i jego partnerka, aktorka Evan Rachel Wood, całują się, umazani krwią. Oficjalna premiera kontrowersyjnego teledysku (zawierającego także sceny seksualne) miała miejsce 8 maja na niemieckim portalu sevenload.com.